# ماري آن ريدموند
ماري آن ريدموند (بالإنجليزية: Mary Ann Redmond)‏ هي مغنية وعازفة جاز أمريكية، ولدت في 1958 في ريتشموند في الولايات المتحدة.

## روابط خارجية
- ماري آن ريدموند على موقع ميوزك برينز (الإنجليزية)
- ماري آن ريدموند على موقع أول ميوزيك (الإنجليزية)
- ماري آن ريدموند على موقع ديسكوغز (الإنجليزية)